# Camera nội soi công nghiệp
Camera nội soi công nghiệp là một dụng cụ quang học được thiết kế để hỗ trợ theo dõi, kiểm tra trực quan các vị trí nhỏ hẹp, khó tiếp cận. Máy nội soi sẽ bao gồm một sợi dây cáp cứng, màn hình theo dõi, camera và hệ thống chiếu sáng.
Các ống nội soi có độ uốn cong linh hoạt để dễ dàng tiếp cận vị trí cần quan sát như: đường ống, bể chứa, khe nứt… nhằm phát hiện nguyên nhân rò rỉ, tắc nghẽn hoặc khuyết tật, tạo điều kiện thuận lợi cho việc kiểm tra sản xuất và bảo trì của các kỹ thuật viên.

## Lịch sử hình thành
Các thiết bị kính nội soi đầu tiên xuất hiện vào cuối những năm 1930 và đầu những năm 1940. Việc sử dụng các công cụ giống như kính nội soi đầu tiên được ghi nhận có từ thời Thế chiến thứ hai, khi binh lính sử dụng các thiết bị quang học dài, thô sơ, không linh hoạt để kiểm tra các lỗ bên trong súng của họ để tìm khiếm khuyết.
Camera nội soi hiện đại đầu tiên được phát minh vào những năm 1960 bởi Narinder Kapany - một nhà vật lý người Mỹ gốc Ấn Độ, và Brian O'Brien - một nhà vật lý quang học, cũng đến từ Hoa Kỳ.
Mặc dù lúc này camera nội soi còn cứng nhắc, nhiều hạn chế và chỉ phù hợp với một số không gian nhất định, nhưng nó đã tạo tiền đề cho những cải tiến và phát triển tiếp theo.

## Nguyên lý hoạt động
Máy nội soi công nghiệp có thể được sử dụng để kiểm tra và quan sát nhiệt độ cao, độc hại, bức xạ hạt nhân và những nơi mà mắt người không thể quan sát trực tiếp. Nó chủ yếu được sử dụng trong công việc kiểm tra và bảo dưỡng ô tô, động cơ hàng không, đường ống và các bộ phận cơ khí. 
Với cơ chế kiểm tra không phá hủy, không cần tháo rời hoặc cắt nhỏ hay dừng hoạt động của thiết bị. Camera nội soi hoạt động trên các nguyên tắc của công nghệ sợi quang và truyền ánh sáng. Chúng được trang bị một đầu dò linh hoạt hoặc cứng, đóng vai trò là lối vào không gian hạn chế. Đầu dò chứa một bó sợi quang truyền ánh sáng từ nguồn để chiếu sáng khu vực được kiểm tra.
- Nguồn chiếu sáng: sử dụng các nguồn sáng như cáp quang, đèn LED hoặc bóng đèn sợi đốt thu nhỏ để chiếu sáng đối tượng được kiểm tra. Ánh sáng được hướng qua đầu dò, cho phép tăng khả năng hiển thị trong khu vực kiểm tra.
- Hệ thống thấu kính: Ở đầu xa của đầu dò, có một hệ thống thấu kính để lấy nét và chụp ảnh hoặc quay video đối tượng. Các thấu kính có thể là tiêu cự cố định hoặc có thể điều chỉnh được, tùy thuộc vào kiểu máy nội soi. Họ chịu trách nhiệm chụp hình ảnh chất lượng cao của khu vực mục tiêu và truyền chúng đến người dùng.
- Truyền hình ảnh: Hình ảnh thu được được truyền qua bó sợi quang trong đầu dò đến thị kính hoặc thiết bị hiển thị bên ngoài. Một số thiết bị nội soi tiên tiến có màn hình tích hợp hoặc kết nối không dây để xem thời gian thực, trong khi những thiết bị khác có thể yêu cầu màn hình ngoài hoặc điện thoại thông minh để hiển thị hình ảnh.

## Sự phát triển của camera nội soi công nghiệp
Kể từ khi ra đời, thiết kế của camera nội soi công nghiệp đã thay đổi và điều chỉnh để phù hợp hơn với nhu cầu làm việc. Khi nhiều thập kỷ trôi qua và máy móc trở nên phức tạp hơn, nhu cầu sử dụng đa dạng hơn và tiếp tục tăng lên. Nhu cầu này đã dẫn đến sự phát triển của hàng loạt các ống soi khác nhau. Ba loại ống soi chính sẽ được liệt kê bên dưới.

### Ống soi cứng
Trong số tất cả các loại máy nội soi hiện có ngày nay, máy nội soi cứng gần giống nhất với phiên bản ban đầu của những năm 1960. Chúng là ống soi không linh hoạt được làm bằng thép không gỉ được đánh bóng. 
Tại sao thiết kế ban đầu này vẫn được sử dụng? Có hai lý do chính. Thiết kế này cho phép khả năng chống dầu, bụi, nước, dầu diesel… vượt trội. Thứ hai, thiết bị này tạo ra chất lượng hình ảnh vượt trội vì chúng sử dụng thị kính thay vì màn hình. 
Tất cả các ống nội soi cứng đều được thiết kế với các bó sợi ánh sáng truyền ánh sáng đến phần cuối của đầu dò. Các hệ thống này vẫn sẽ yêu cầu nguồn sáng bên ngoài. Vẫn có thể chụp ảnh và/hoặc quay video bằng cách kết nối với máy ảnh USB và bộ chuyển đổi với thị kính của ống soi cùng với nguồn sáng LED cường độ cao. 
Vì ống soi cứng có thể được gắn ở một vị trí cố định nên chúng rất lý tưởng để thực hiện kiểm tra lặp đi lặp lại trên các bộ phận hoặc thiết bị tương tự. Tuy nhiên, nếu việc kiểm tra đòi hỏi phải di chuyển qua các góc phức tạp, thì nên sử dụng ống soi đáy mềm linh hoạt.

### Ống soi linh hoạt
Ống soi sợi quang linh hoạt là một loại ống soi sử dụng bó sợi quang chất lượng cao giúp truyền hình ảnh trực quan, rõ ràng thông qua một thị kính có thể điều chỉnh tiêu điểm.
Ống soi linh hoạt cho phép người dùng điều hướng tới các góc, các vị trí khác nhau. Về cơ bản, loại ống này khá giống ống soi cứng, điểm khác biệt là nó có thể uốn cong quanh các góc và tiếp cận các điểm thông qua các góc khó. Do dễ sử dụng và kiểm soát, máy soi sợi quang linh hoạt là công cụ kiểm tra hàng đầu được nhiều chuyên gia trong nhiều ngành lựa chọn.

### Máy nội soi video
Máy soi video là một công cụ được các kỹ thuật viên sử dụng để kiểm tra các không gian khó tiếp cận. Thông thường, nó bao gồm một thanh sợi quang gắn với máy ảnh, máy ảnh này gửi video đến màn hình để người vận hành có thể xem.
Máy soi video sử dụng các khớp nối giúp việc kiểm soát dễ dàng hơn, soi được nhiều hướng hay các góc chật hẹp. Hầu hết các công cụ này đều có đèn bên ngoài có thể chiếu sáng các vùng tối bên trong máy móc hoặc đường ống.
Máy nội soi video được sử dụng trong các ngành công nghiệp khác nhau, đặc biệt là ngành hàng không, để kiểm tra tua-bin, động cơ và các bộ phận khác của máy móc hàng không/hàng không. 

## Ứng dụng
Camera nội soi được ứng dụng trên phạm vi rộng trong các ngành công nghiệp khác nhau. Cụ thể như sau:
- Kiểm tra công nghiệp: Máy nội soi công nghiệp cho phép kiểm tra chính xác đường ống, động cơ, tua-bin và các bộ phận máy móc khác, tạo điều kiện phát hiện sớm các khuyết tật, ăn mòn hoặc tắc nghẽn. Điều này giúp ngăn ngừa sự cố tốn kém, tối ưu hóa lịch trình bảo trì và nâng cao hiệu quả hoạt động.
- Chẩn đoán ô tô: Cơ khí ô tô sử dụng camera nội soi để kiểm tra các thành phần động cơ, xi lanh, van và các khu vực khó tiếp cận khác. Bằng cách xác định các vấn đề như các bộ phận bị hao mòn, rò rỉ hoặc mảnh vụn của vật thể lạ, kính nội soi hỗ trợ chẩn đoán các vấn đề và lập kế hoạch sửa chữa hiệu quả.
- Hàng không: Kiểm tra động cơ máy bay, đường dẫn nhiên liệu, cánh và các bộ phận quan trọng khác. Kiểm tra bảo trì thường xuyên bằng kính hiển vi giúp đảm bảo tuân thủ an toàn và ngăn ngừa các hỏng hóc tiềm ẩn trong quá trình vận hành chuyến bay.